# سمفونی شماره ۲۵ (موتسارت)
سمفونی شماره ۲۵ در سُل مینور، ک. ۱۸۳، در اکتبر ۱۷۷۳ (زمانی که ولفگانگ آمادئوس موتسارت تنها ۱۷ سال داشت)، مدت کوتاهی پس از موفقیت اپرای Lucio Silla نوشته شد. گمان می‌رود که موتسارت، این اثر را در ۵ اکتبر در زالتسبورگ کامل کرده باشد؛ تنها دو روز بعد از اتمام سمفونی شماره ۲۴. این سمفونی یکی از دو سمفونی موتسارت در تنالیتهٔ مینور است (دیگری سمفونی شماره ۴۰ در سُل مینور ک. ۵۵۰) است و با عنوان «سُل مینورِ کوچک» به آن اشاره می‌شود.

## موومان‌ها
موتسارت این سمفونی را در سبک کلاسیک و در چهار موومان نوشته‌است:
1. آلگرو کُن بریو
2. آندانته
3. منوئه و تریو
4. آلگرو

ارکستر آن را ۲ ابوا، ۲ فاگوت، ۲ هورن (کُر) و سازهای زهی تشکیل می‌دهند.

### موومان اول
Audio playback is not supported in your browser. You can download the audio file.

### موومان دوم
Audio playback is not supported in your browser. You can download the audio file.

## فرم و سبک
خطوط ملودیک زیاد و سنکپ‌های فراوان (اتصال کشش ضرب ضعیف به کشش ضرب قوی باعث جابه‌جا شدن تأکیدها در ضرب‌ها می‌شود و قسمت ضعیف با تأکید بیشتری اجرا می‌گردد. این‌گونه موارد حالت خاصی را در موسیقی ایجاد می‌کند که به آن سنکپ می‌گویند). این سمفونی به‌اصطلاح با «طوفان و استرس یا کوبشِ و انگیزشِ شدید» (به آلمانی: Sturm und Drang) همراه است. (یک اثر موسیقایی کلاسیک از این نوع، عموماً در تونالیتهٔ مینور نوشته می‌شود تا احساس سختی و انگیزش غم و استرس را منتقل کند. تم‌های اصلی با خشم و گام‌های طولانی و بیان‌های ملودیک غیرمنتظره ابراز می‌گردند و دینامیک و تمپو به‌سرعت عوض می‌شود تا منجر به تغییر سریع احساسات شود. در مورد سمفونی‌ها و سازهای زهی، این سبک شامل ترمولوها و تغییرات دراماتیک در تأکیدها و دینامیک می‌شود). در نتیجه، این سمفونی ویژگی‌های مشترکی با دیگر سمفونی‌های هم‌کاراکتر زمان خود دارد؛ مانند سمفونی شماره ۳۹ هایدن در سُل مینور.

## اجراها و ضبط‌ها
اولین اجرای این به سال ۱۸۹۹ بازمی‌گردد. ارکستر سمفونیک بوستون در ۲۷ اکتبر، تحت رهبری ویلهلم گریکه، قطعه را در رپرتوار خود جای داد، و بعدها ارکستر فیلارمونیک نیویورک در سال ۱۹۴۱ آن را به‌عنوان بخشی از برنامهٔ یادبود صدسالهٔ خود اجرا کرد.

## در فرهنگ عامه
- موومان اولِ آن، موسیقیِ صحنهٔ آغازینِ فیلم آمادئوس (میلوش فورمن، ۱۹۸۴) است.